# Petro Poga
Petro Poga też jako: Pog Erindi (ur. 1860 we wsi Erind k. Gjirokastry, zm. 27 września 1944 tamże) – albański polityk i prawnik, minister sprawiedliwości w latach 1912–1914, 1915–1916, 1918–1920, 1925 i 1927.

## Życiorys
Pochodził z rodziny prawosławnej, był synem krawca Vito Pogi. Ukończył grecką szkołę Zosimaia w Janinie, a następnie w 1879 rozpoczął naukę w szkole wyższej Mestebi Sultan w Stambule. Studia ukończył w 1885, a rok później rozpoczął pracę w zawodzie adwokata. Równocześnie pracował jako nauczyciel historii w liceum Stavrodhomi.
W 1884 uzyskał zgodę władz osmańskich na wydawanie w Stambule pisma w języku albańskim - miesięcznika Drita (Światło), które z czasem zmieniło nazwę na Dituria (Wiedza). Równocześnie współpracował z greckim czasopismem Promitheu.
W 1906 powrócił do Gjirokastry, gdzie pracował jako adwokat. Wspólnie z Hasanem Xhiku i Hysenem Hoxhą założył Klub Patriotyczny Drita. W 1912 przygotowywał powstanie antyosmańskie i jako delegat Gjirokastry uczestniczył w przygotowaniu deklaracji niepodległości. Należał do grona przeciwników kantonizacji Albanii, co postulowała część działaczy narodowych. Po utworzeniu pierwszego rządu albańskiego w 1912 stanął na czele resortu sprawiedliwości. W pierwszym rządzie zajął się opracowaniem dokumentu określającego od strony prawnej funkcjonowanie rządu albańskiego. Funkcję ministra sprawiedliwości obejmował jeszcze czterokrotnie.
W 1914 kierował komisją prawną, która działała przy ówczesnym władcy Albanii – Wilhelmie Wiedzie. W latach 1923–1939 zasiadał nieprzerwanie w parlamencie albańskim, wykonując jednocześnie zawód adwokata. W 1923 doprowadził do przywrócenia czasopisma Drita, wydawanego w Gjirokastrze. Po agresji włoskiej na Albanię wycofał się z życia politycznego i powrócił do rodzinnej wsi, gdzie zmarł we wrześniu 1944.
Imię Petro Pogi noszą ulice w Tiranie i w Gjirokastrze, a także szkoła w gminie Lunxhër.

## Publikacje
- 1924: Arësyenat, wyd. Tirana